# Syrianochori
Syrianochori (in greco Συριανοχώρι?; in turco Yayla) è un villaggio di Cipro. De iure si trova nel distretto di Nicosia della repubblica di Cipro, de facto, in quello di Güzelyurt della repubblica di Cipro del Nord. Sino al 1974 il villaggio era abitato esclusivamente da greco-ciprioti. 
Nel 2011, Syrianochori aveva 850 abitanti.

## Geografia fisica
Il villaggio è situato nella parte settentrionale della baia di Morfou, sette chilometri a nord-ovest della città di Morfou/Güzelyurt. Presso Syrianochori sfocia il Serrachis, il terzo fiume di Cipro per lunghezza.

## Origini del nome
In greco Syrianochori significa "villaggio dei siriani". Nel 1975, i turco-ciprioti cambiarono il nome in Yayla, che è il villaggio nella zona di Polis da cui la maggior parte di loro proveniva (Gialia in greco, Yayla in turco). In turco Yayla significa "altopiano".

## Società

### Evoluzione demografica
Fino al 1974, Syrianochori  fu sempre abitato esclusivamente da greco-ciprioti. Durante il periodo britannico la popolazione del villaggio aumentò significativamente, da 290 abitanti nel 1891 a 630 nel 1960.
Nell'agosto 1974, tutti i greco-ciprioti del villaggio fuggirono dall'esercito turco che avanzava. Attualmente, come la maggior parte dei greco-ciprioti sfollati, i greco-ciprioti di Syrianochori sono sparsi nel sud dell'isola, soprattutto nelle città. Il numero di greco-ciprioti sfollati nel 1974 ammontava a circa 800 (775 nel censimento del 1973).
Attualmente il villaggio è abitato principalmente da turco-ciprioti sfollati da Gialia/Yayla, un villaggio nella zona di Polis del distretto di Pafo. Il censimento turco-cipriota del 2006 dava una popolazione di 775 persone.